# Wrong
«Wrong» (с англ. — «Неправильно») — песня  британской группы Depeche Mode, первый сингл из их двенадцатого студийного альбома Sounds of the Universe. Вышел 6 апреля 2009 года. В ротации на радио сингл появился в конце февраля 2009 года. C 24 февраля сингл доступен для скачивания, а выпуск на физических носителях состоялся 6 апреля.
Дебют нового сингла состоялся 21 февраля 2009 года на Echo Awards в Германии, как и было предварительно объявлено на официальном веб-сайте Depeche Mode. В ротации на российских радиостанциях песня появляется после 23 февраля. Премьера на радиостанции «Максимум» состоялась 23 февраля 2009 года в полдень по Москве. «Wrong» получил активную ротацию в США на радиостанциях альтернативного рока в первую неделю после релиза. Сингл занял 24-место в чарте Великобритании.
Би-сайдом сингла является композиция «Oh Well» (которая также появляется в подарочном издании альбома Sounds of the Universe), написанная Дэйвом Гааном (слова) и Мартином Гором (музыка).

## Музыкальный видеоклип

Кадр из клипа «Wrong»

Видео на песню снято Патриком Дотерсом в декабре 2008 года. В клипе показан ночной Лос-Анджелес и чёрный автомобиль Ford Crown Victoria. В автомобиле без сознания лежит связанный мужчина в маске и с кляпом во рту. Машина начинает ехать задним ходом, а человек просыпается. Затем автомобиль внезапно набирает скорость и начинает сбивать прохожих, урны и сталкиваться с другими машинами. Шокированый мужчина окончательно приходит в себя и в отчаянии пытается развязать руки и остановить автомобиль. Через некоторое время машину начинает преследовать полицейский автомобиль. Мужчине всё-таки удаётся освободить руки и снять маску, но в это же время в машину врезается пикап, и человек теряет сознание. Машина в конце концов останавливается.
В роли связанного человека в машине снимался барабанщик группы Liars — Джулиан Гросс. Сами музыканты группы Depeche Mode появляются в клипе лишь на несколько секунд — как случайные прохожие, удивлённо смотрящие на проезжающий «задом-наперёд» автомобиль.
3 декабря 2009 года клип был номинирован на премию «Грэмми» в категории «Лучший видеоклип». Журнал Time определил «Wrong» на 2-е место в списке «Пять лучших видео 2009 года», а журнал Spin определил клип на 10-е место в списке «20 лучших видео 2009 года».

## Форматы и списки композиций
| №  | Название            | Автор(ы)               | Длительность |
| -- | ------------------- | ---------------------- | ------------ |
| 1. | «Wrong»             | Мартин Гор             | 3:13         |
| 2. | «Oh Well» (7" Edit) | Мартин Гор / Дэйв Гаан | 4:25         |

| №  | Название                              | Автор(ы)               | Длительность |
| -- | ------------------------------------- | ---------------------- | ------------ |
| 1. | «Wrong»                               | Мартин Гор             | 3:13         |
| 2. | «Oh Well» (Black Light Odyssey Remix) | Мартин Гор / Дэйв Гаан | 5:54         |

Слова и музыка всех песен — Мартин Гор.
| №  | Название                             | Длительность |
| -- | ------------------------------------ | ------------ |
| 1. | «Wrong»                              | 3:13         |
| 2. | «Wrong» (Trentemøller Club Remix)    | 6:57         |
| 3. | «Wrong» (Thin White Duke Remix)      | 7:43         |
| 4. | «Wrong» (Magda’s Scallop Funk Mix)   | 6:25         |
| 5. | «Wrong» (D.I.M. vs Boys Noize Remix) | 5:12         |

| №  | Название                               | Длительность |
| -- | -------------------------------------- | ------------ |
| 1. | «Wrong» (Original)                     | 3:07         |
| 2. | «Wrong» (Thin White Duke Remix)        | 7:43         |
| 3. | «Wrong» (Thin White Duke Dub)          | 6:06         |
| 4. | «Wrong» (Frankie’s Bromantic Club Mix) | 8:27         |
| 5. | «Wrong» (D.I.M. vs Boys Noize Remix)   | 5:12         |
| 6. | «Wrong» (Magda’s Scallop Funk Mix)     | 6:25         |
| 7. | «Wrong» (Caspa Remix)                  | 5:08         |
| 8. | «Wrong» (Trentemøller Club Remix)      | 6:57         |
| 9. | «Wrong» (Trentemøller Club Dub)        | 6:42         |

| №  | Название                            | Длительность |
| -- | ----------------------------------- | ------------ |
| 1. | «Wrong» (Peter Rauhofer Vocal Mix)  | 8:17         |
| 2. | «Wrong» (Peter Rauhofer Dub)        | 7:34         |
| 3. | «Wrong» (Peter Rauhofer Radio Edit) | 4:10         |

## Позиции в чартах
| Чарт (2009)                          | Позиция |
| ------------------------------------ | ------- |
| Австрия                              | 10      |
| Бельгия (Flanders)                   | 14      |
| Бельгия (Wallonia)                   | 8       |
| Канада                               | 64      |
| Дания                                | 7       |
| Голландия                            | 49      |
| Европа                               | 4       |
| Финляндия                            | 6       |
| Франция                              | 10      |
| Германия                             | 2       |
| Global Dance Tracks                  | 39      |
| Греция                               | 9       |
| Венгрия                              | 3       |
| Ирландия                             | 34      |
| Израиль                              | 5       |
| Италия FIMI Singles Chart            | 1       |
| Италия                               | 89      |
| Норвегия                             | 14      |
| Швеция                               | 5       |
| Испания                              | 41      |
| Турция                               | 15      |
| Великобритания                       | 24      |
| США Billboard Hot Dance Club Play    | 1       |
| США Billboard Hot Modern Rock Tracks | 12      |
| США Billboard Triple A chart         | 15      |

### Чарты в конце года (2009)
| Страна                            | Позиция |
| --------------------------------- | ------- |
| Германия                          | 44      |
| США Billboard Hot Dance Club Play | 31      |
| Венгрия                           | 99      |
| Италия                            | 38      |